# Larisa Kuklina
Pour les articles homonymes, voir Kuznetsova.
Larisa Grigorievna Kuklina (en russe : Лариса Григорьевна Куклина), née Kuznetsova le 12 décembre 1990 à Labytnangui, est une biathlète russe.

## Carrière
Depuis 2001, elle étudie à l'école de ski gérée par le père d'Albina Akhatova, Khamit Akhatov. En 2006, elle se lance dans le biathlon.
Larisa Kuklina participe à son premier championnat international en 2009. Elle remporte deux titres mondiaux en relais avec la Russie, d'abord en catégorie jeunes en 2009 puis en catégorie junior en 2010. Elle gagne aussi une médaille d'argent aux Championnats d'Europe junior 2010 avec le relais mixte russe. En 2010-2011, elle est blessée, mais reprend son rang parmi les meilleures juniors de Russie.
Elle entre dans le circuit de l'IBU Cup pour l'hiver 2012-2013, montant sur deux podiums à Beitostølen. En 2013, elle gagne la médaille d'or du relais mixte à l'Universiade d'hiver de 2013 au Trentin. Elle obtient le même résultat lors de l'Universiade d'hiver de 2017 à Almaty, auquel elle ajoute une médaille de bronze à la poursuite.
Elle fait ses débuts en Coupe du monde en janvier 2019, montant directement sur son premier podium avec une victoire au relais d'Oberhof, avec deux autres novices. Ensuite, elle marque ses premiers points à Antholz, avec une 27e place. Sélectionnée pour les Championnats du monde d'Östersund, elle participe à une seule épreuve, l'individuel, où elle se classe 16e.
Dès le début de la saison 2019-2020, elle améliore ses performances de l'hiver passé, terminant notamment cinquième de l'individuel d'Östersund, puis plus tard septième du sprint de Kontiolahti et dixième de sa première mass-start à Nove Mesto.
En 2021, elle remporte deux médailles de bronze aux Championnats d'Europe 2021 à Duszniki-Zdrój sur l'individuel (19/20 au tir) et le relais mixte simple.

## Palmarès

### Championnats du monde
| Édition / Épreuve       | Individuel | Sprint | Poursuite | Mass start | Relais | Relais mixte | Relais mixte simple |
| ----------------------- | ---------- | ------ | --------- | ---------- | ------ | ------------ | ------------------- |
| Östersund 2019          | 16e        | —      | —         | —          | —      | —            | —                   |
| Antholz-Anterselva 2020 | 23e        | 48e    | 23e       | —          | 8e     | —            | 7e                  |
| Pokljuka 2021           | 14e        | —      | —         | —          | —      | —            | —                   |

Légende :
- — : non disputée par Kuklina

### Coupe du monde
- Meilleur classement général : 21e en 2020.
- Meilleur résultat individuel : 5e.
- 2 podiums en relais : 1 victoire et 1 deuxième place.

Dernière mise à jour le 14 mars 2020

#### Classements en Coupe du monde
| Saison    | Individuel | Individuel | Sprint | Sprint   | Poursuite | Poursuite | Mass start | Mass start | Général | Général  |
| Saison    | Points     | Position   | Points | Position | Points    | Position  | Points     | Position   | Points  | Position |
| --------- | ---------- | ---------- | ------ | -------- | --------- | --------- | ---------- | ---------- | ------- | -------- |
| 2018-2019 | 25         | 41e        | 19     | 70e      | 26        | 60e       | -          | -          | 70      | 62e      |
| 2019-2020 | 86         | 9e         | 113    | 25e      | 95        | 16e       | 41         | 31e        | 335     | 21e      |
| 2020-2021 | -          | -          | 43     | 56e      | 69        | 36e       | 29         | 34e        | 195     | 38e      |

### Championnats d'Europe
| Édition / Épreuve   | Individuel                 | Sprint | Poursuite | Relais                           | Relais mixte                     | Relais mixte simple              |
| ------------------- | -------------------------- | ------ | --------- | -------------------------------- | -------------------------------- | -------------------------------- |
| Bansko 2013         | 30e                        | 14e    | 16e       | 5e                               | Épreuve inexistante à cette date | Épreuve inexistante à cette date |
| Duszniki-Zdrój 2021 | Médaille de bronze, Europe | 4e     | 4e        | Épreuve inexistante à cette date | —                                | Médaille de bronze, Europe       |

Légende :
- — : non disputée par Kuklina
- : pas d'épreuve

### IBU Cup
- 4 podiums individuels : 2 deuxièmes places et 2 troisièmes places.
- 2 podiums en relais : 2 troisièmes places.

Palmarès contenant les podiums obtenus aux Championnats d'Europe selon l'IBU.

### Championnats du monde junior
- Médaille d'or du relais en 2009 (jeunes) et 2010.

### Championnats d'Europe junior
- Médaille d'argent du relais mixte en 2010.

### Universiades
- Médaille d'or au relais mixte en 2013.
- Médaille d'or au relais mixte en 2017.
- Médaille de bronze à la poursuite en 2017.